# Şenol Akkılıç

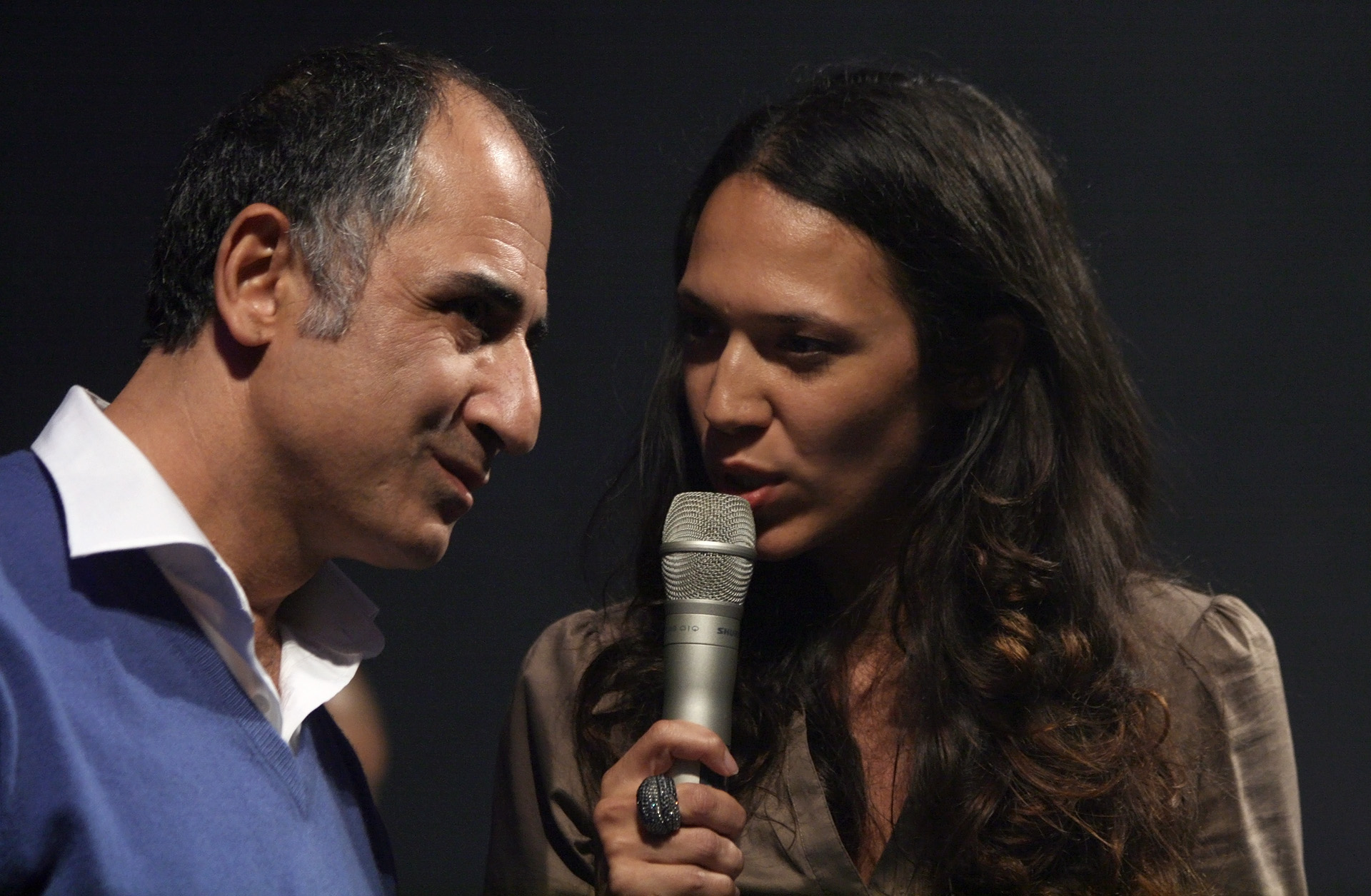
Şenol Akkılıç mit Moderatorin Amira Awad bei einem Benefizabend für das Integrationshaus Wien im Jahr 2011

Şenol Akkılıç (* 9. September 1965 in Pülümür) ist ein österreichischer Politiker (SPÖ, bis 2015 Grüne) und Jugendarbeiter. Akkılıç war von 2010 bis 2015 Abgeordneter zum Wiener Landtag bzw. Mitglied des Wiener Gemeinderates.

## Ausbildung und Beruf
Akkılıç besuchte von 1979 bis 1983 die Hauptschule Märzstraße im 14. Wiener Gemeindebezirk Penzing und war danach von 1983 bis 1994 als Arbeiter tätig. Er war in der Folge von 1995 bis 1998 für den Wiener Integrationsfonds aktiv und absolvierte im Jahr 1995 die Studienberechtigungsprüfung. Zwischen 1998 und 2010 arbeitete er für den Verein Wiener Jugendzentren als Jugendarbeiter und studierte daneben von 2007 bis 2010 Politikwissenschaften an der Universität Wien, wobei er den akademischen Grad BA erwarb.

## Politik und Funktionen
Akkılıç arbeitete seit 1985 bei den Wiener Grünen mit und war von 2001 bis 2004 als Bezirksrat im 10. Wiener Gemeindebezirk Favoriten aktiv. Er war innerparteilich als Mitglied der Bezirkekonferenz der Wiener Grünen tätig und kandidierte bei der Landtags- und Gemeinderatswahl 2010 für die Wiener Grünen. In der Folge wurde Akkılıç am 25. November 2010 als Landtagsabgeordneter bzw. Gemeinderat angelobt und übernahm gleichzeitig die Funktion des Bereichssprechers für Integration und Jugend innerhalb des Grünen Rathausklub. Des Weiteren ist er seit seinem Einzug in den Wiener Gemeinderat Mitglied im Kuratorium Wiener Jugendwohnhäuser und Vorsitzender Stellvertreter im Ausschuss für Integration, Frauenfragen, KonsumentInnenschutz und Personal des Wiener Gemeinderats.  Seinen eigenen Angaben zufolge liegen seine politischen Schwerpunkte in den Bereichen Integration, Jugend und Soziales.
Neben seinen politischen Funktionen wurde Akkılıç im März 2011 zum Vorsitzenden Stellvertretenden des Vereins Rettet das Kind, Landesverband Wien, gewählt. Er wirkt seit Mai 2011 als Obfrau-Stellvertreter im Verein Wiener Jugendzentren und war von November 2011 bis März 2015 Vorsitzender-Stellvertreter im Verein wienXtra, ein junges Stadtprogramm zur Förderung von Kindern, Jugendlichen und Familien.
Ende März 2015, im Vorfeld der Wiener Landtags- und Gemeinderatswahl 2015, gab er überraschend seinen Wechsel von den Grünen zu deren Koalitionspartner in Stadtregierung, der Wiener SPÖ bekannt. Als Begründung wurde kolportiert, dass er bei der SPÖ einen Platz auf der Landesliste bekommen soll, der den Wiedereinzug in den Gemeinderat nach der Wahl absichert, was bei den Grünen nicht der Fall war. Für Kritik von Seiten der Grünen, sowie der im Wiener Gemeinderat oppositionellen FPÖ und ÖVP sorgte der Schritt auch, weil somit die gemeinsame Mehrheit von Grünen, FPÖ und ÖVP für die angestrebte Reform des Wiener Wahlrechts verloren ging (zuvor zusammen 51 gegenüber 49 Mandataren der SPÖ).

## Privates
Akkılıç lebt in einer Lebensgemeinschaft und ist Vater von zwei Kindern.